# Cobubatha millidice
Cobubatha millidice är en fjärilsart som beskrevs av Dyar 1914. Cobubatha millidice ingår i släktet Cobubatha och familjen nattflyn. Inga underarter finns listade i Catalogue of Life.